# 물피리
물피리는 관악기로 새모양의 형태를 뛰며 도자기 재질로 되어있는 악기이다. 빈 공간에 물을 넣으면 물의 공명으로 새소리가 난다. 

## 쓰임
오케스트라에서는 주로 타악기 연주자가 연주하며 로마의 소나무에서 사용됐다.